# Akihiro Sakata
Akihiro Sakata (jap. 阪田 章裕 Sakata Akihiro; ur. 16 maja 1984) – japoński piłkarz występujący na pozycji obrońcy. Obecnie występuje w AC Nagano Parceiro.

## Kariera klubowa
Od 2007 roku występował w klubach Cerezo Osaka, Shonan Bellmare, Oita Trinita i AC Nagano Parceiro.